# Милан Николић (фудбалер, 1929)
Милан Николић (Београд, 6. јун 1929 — Минхен, 25. август 2015) био је српски фудбалер и фудбалски тренер.

## Каријера
Николић је био играч Рапида из Беча. Након што је холандски ПСВ из Ајндховена 1. новембра 1955. играо против Рапида, Николић је после утакмице остао у Холандији. Николић тај меч није играо. После пробне утакмице, ПСВ је купио Николића, али је он у ПСВ-у остао само нешто више од годину дана. За екипу из Ајндховена одиграо је 10 утакмица. Затим је прешао у Вилем II где је био први странац који је играо у клубу. Повукао се 1960. године због повреде.
Постао тренер млађих категорија ПСВ-а 1963. године, а први тренер 1967. године. Није имао успеха, пошто у само 18 утакмица колико је Николић био главни тренер, успео је да оствари низ од 10 утакмица без победе. Са тимом је успео да добије укупно три утакмице. Касније је тренирао Сарбрикен, Ворматију Вормс, ТуС Нојендорф, Луцерн и Нојминстер.
Преминуо је у Баварској у 86. години.

## Успеси
Играч
Рапид Беч
- Првенство Аустрије: 1955/56.[8]